# Songs for the Season
Songs for the Season è l'ottavo album in studio (il primo natalizio) della cantante statunitense Ingrid Michaelson, pubblicato nel 2018.

## Tracce
1. Looks Like a Cold, Cold Winter – 3:00
2. White Christmas (featuring Christina Perri) – 3:38
3. Let It Snow! Let It Snow! Let It Snow! – 2:45
4. Have Yourself a Merry Little Christmas – 2:46
5. I'll Be Home for Christmas (featuring Will Chase) – 3:20
6. Happy, Happy Christmas – 3:25
7. What Are You Doing New Year's Eve? – 3:03
8. Rockin' Around the Christmas Tree (featuring Grace VanderWaal) – 2:57
9. Mele Kalikimaka (featuring Allie Moss & Bess Rogers) – 2:57
10. Christmas Time Is Here – 3:02
11. All I Want for Christmas Is You (featuring Leslie Odom Jr.) – 3:55
12. Auld Lang Syne – 3:07